# سالام
سالام (به انگلیسی: Sulham) یک روستا و محله مدنی در بریتانیا است که در بارکشر غربی واقع شده‌است.